# Musée national d'Art moderne occidental
Le musée national d'Art moderne occidental (en russe : Музей нового западного искусства) (également ГМНЗИ de 1923 à 1948) est apparu à Moscou à la suite de la fusion du premier et du second « Musée de la nouvelle peinture occidentale ». Au début, le musée est constitué des célèbres collections de peinture des marchands Sergueï Chtchoukine et Ivan Morozov.

## Histoire

### Création
Le « Premier Musée de peinture occidentale » a été ouvert sur base de la collection de Sergueï Chtchoukine et a été ouvert en 1918, dans l'ancien hôtel de maître du collectionneur (avenue Bolchoï Znamenski, 8). Cette collection se composait d'œuvres d'Europe occidentale, principalement françaises, de peintures et sculptures dont les plus anciennes dataient du début des années 1860, parmi lesquelles se trouvaient des tableaux d'Édouard Manet, d'Auguste Renoir, d'Edgar Degas, de Claude Monet, de Vincent Van Gogh, de Paul Gauguin, de Camille Pissarro, d'Henri de Toulouse-Lautrec, de Paul Cézanne, d'Henri Matisse, de Pablo Picasso, d'Auguste Rodin.
Le « Deuxième Musée de la nouvelle peinture occidentale » a été créé sur base de la collection d'Ivan Morozov et s'est ouvert en 1919 dans la maison de maître de Morozov au 21 de la rue Pretchistenka, à Moscou.

« En 1933, aucun des musées, aucune des galeries privées, sauf peut-être la Fondation Barnes à Philadelphie, n'offre une image aussi diversifiée de la peinture française des 50 dernières années. L'importance du musée ne vient pas seulement de l'exhaustivité de ses collections mais aussi du niveau extraordinairement élevé des toiles présentées ; la plupart des grands maîtres des XIXe et XXe siècles, comme Monet, Renoir, Gauguin, Cézanne, Van Gogh, Matisse, Picasso, Derain et d'autres sont représentés par des œuvres de première classe, parfois même centrales dans leur parcours artistique ; de là vient cette luminosité, cette concentration d'impressions, qui enveloppe le visiteur et le maintient dans une tension artistique et esthétique soutenue. »

— Boris Ternovets (1933).
En 1923, le premier et le second musée de la nouvelle peinture occidentale ont fusionné et ont pris le nom de « musée du nouvel Art occidental », qui, en 1925, est devenu une filiale du musée des Beaux-Arts Pouchkine. En 1928, toutes les œuvres du musée ont été rassemblées à l'hôtel de maître de Morozov, au 21 de la rue Pretchistenka, Moscou. Depuis cette époque, jusqu'à sa mort en 1941, c'est Boris Ternovets qui a dirigé le musée.
La situation du « musée d'Art moderne occidental » est devenue unique en son genre : c'est le premier musée d'art moderne au monde qui est apparu cinq ans avant le Museum of Modern Art de New York. Cela n'a été possible que parce que Morozov et Chtchoukine ont manifesté de l'intérêt et ont su apprécier les travaux de Cézanne, Gauguin, Van Gogh, Matisse et les débuts de Picasso avant que d'autres musées ne fassent de même.

Débuts de la collection de Sergueï Chtchoukine
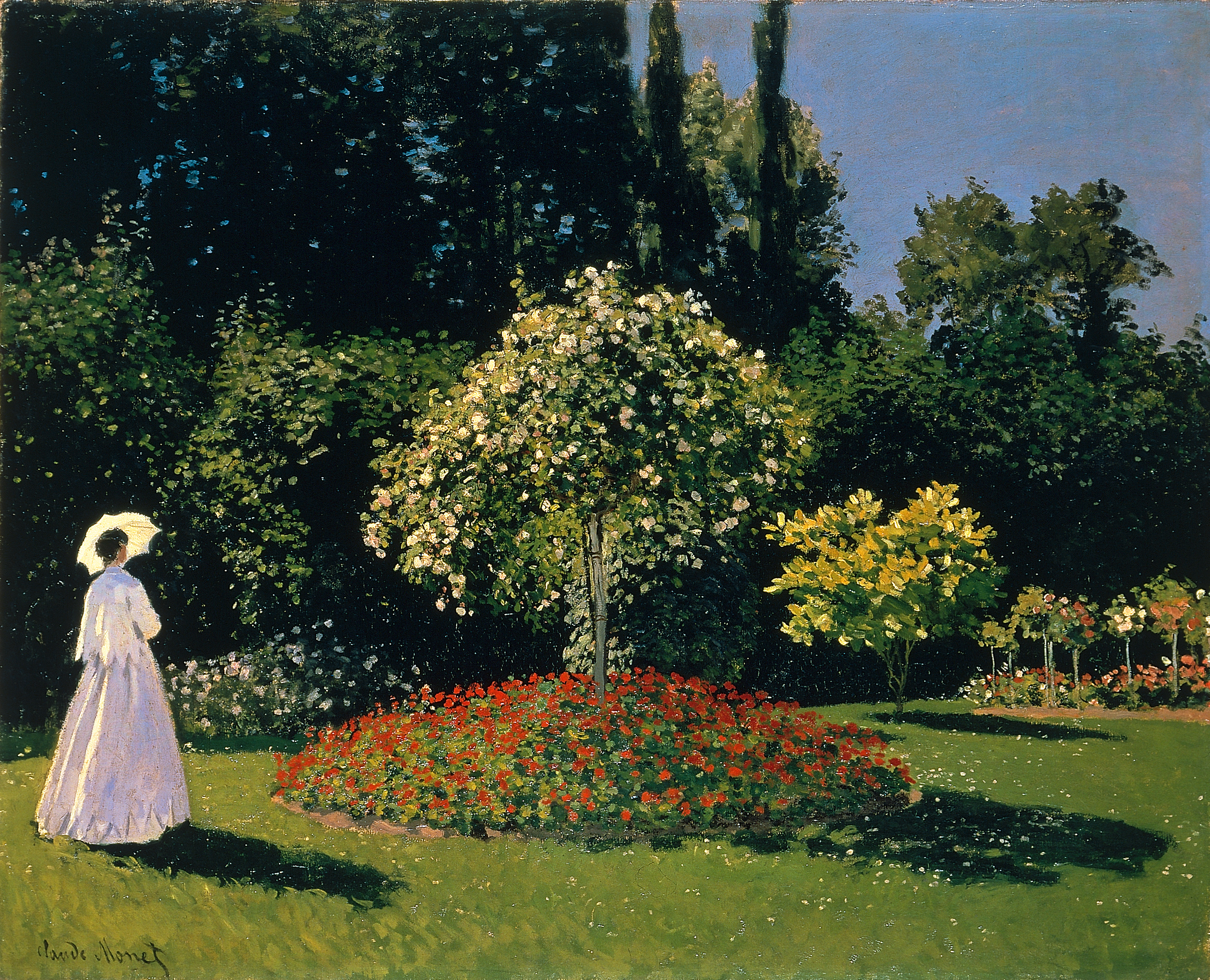
Claude Monet Dame en blanc au jardin transmis au musée de l'Ermitage par le musée national d'Art moderne occidental en 1930.
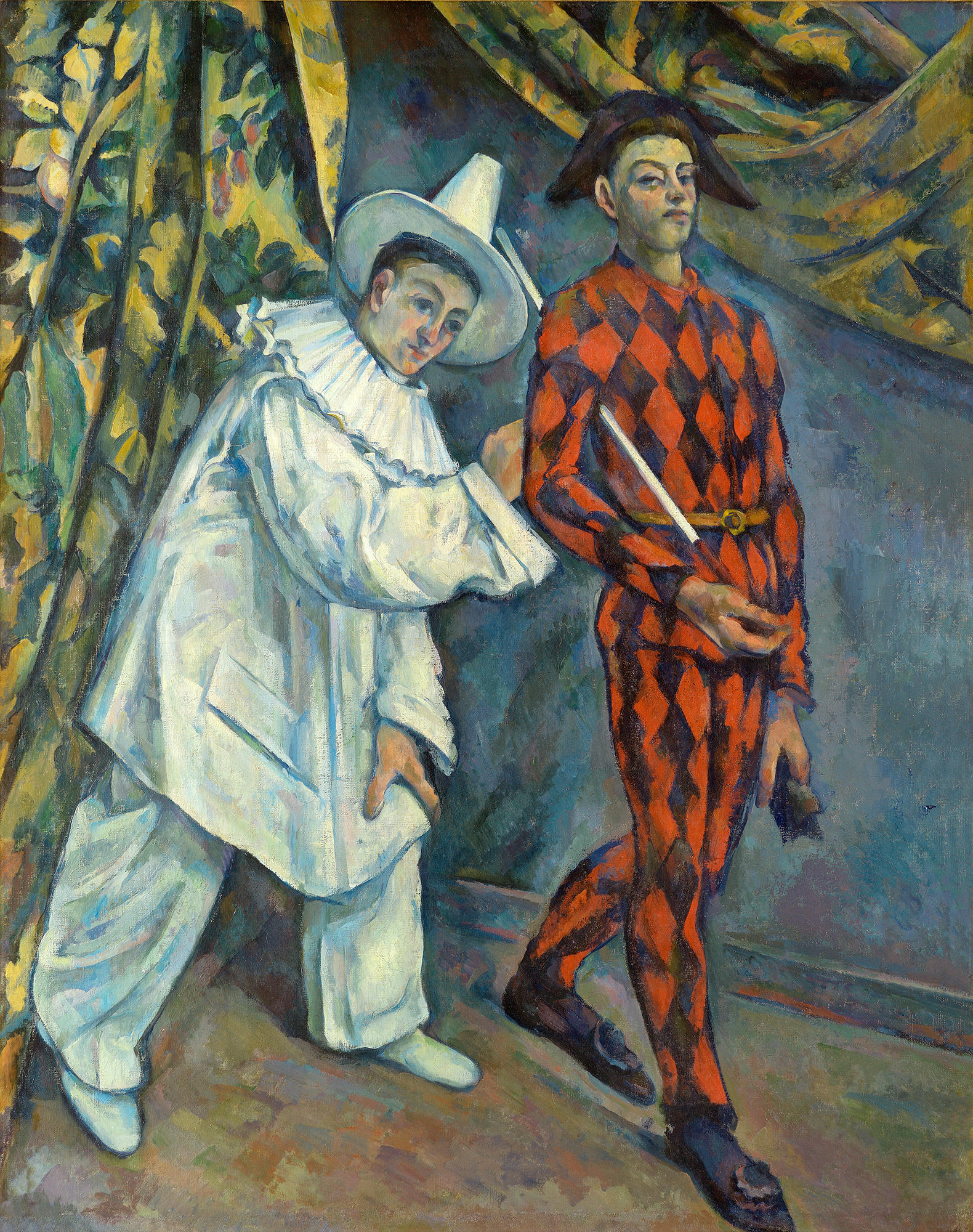
Paul Cézanne Pierrot et Arlequin  musée des Beaux-Arts Pouchkine.
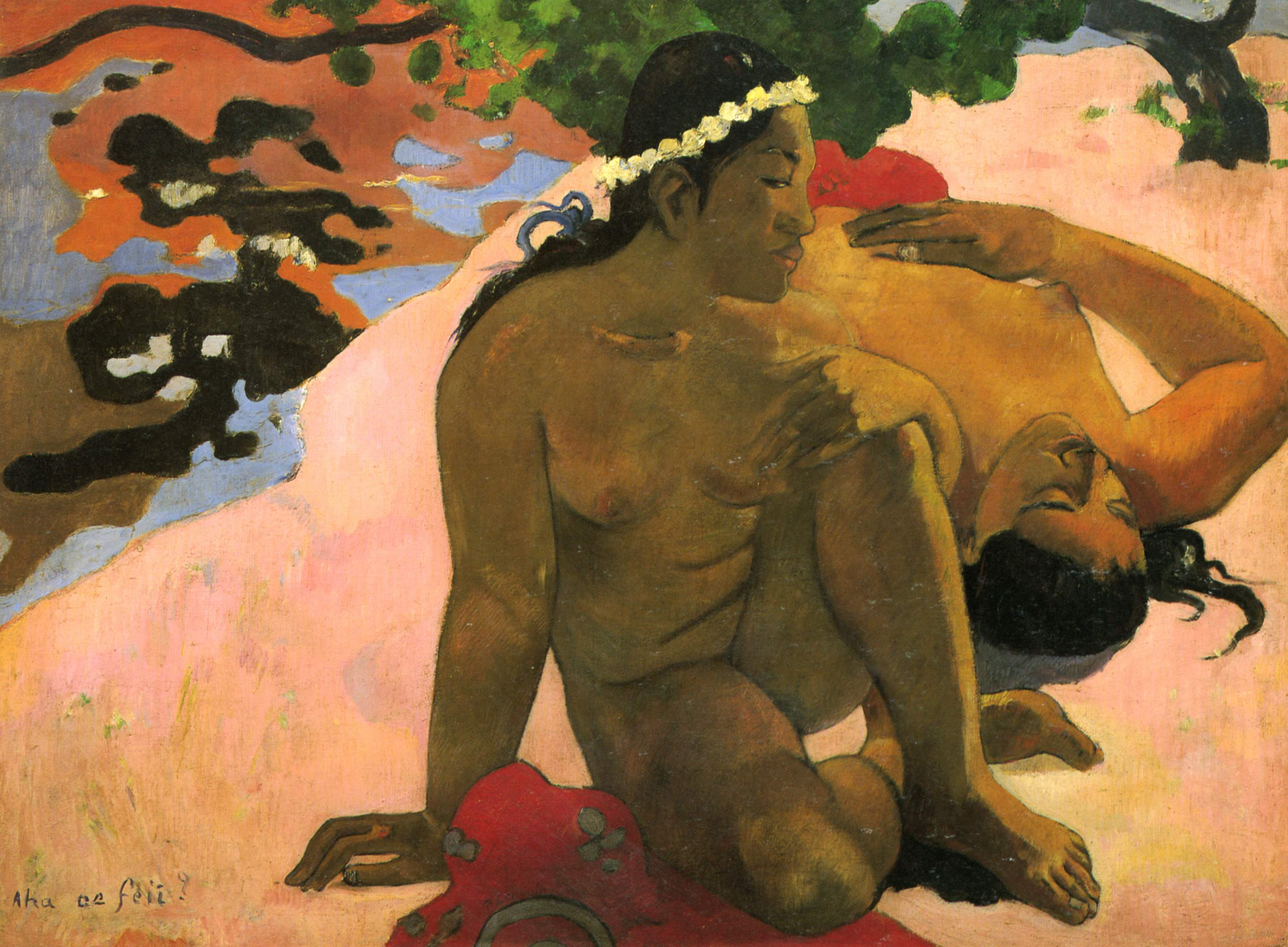
Paul GauguinAha Oe Feii? musée national d'Art occidental.
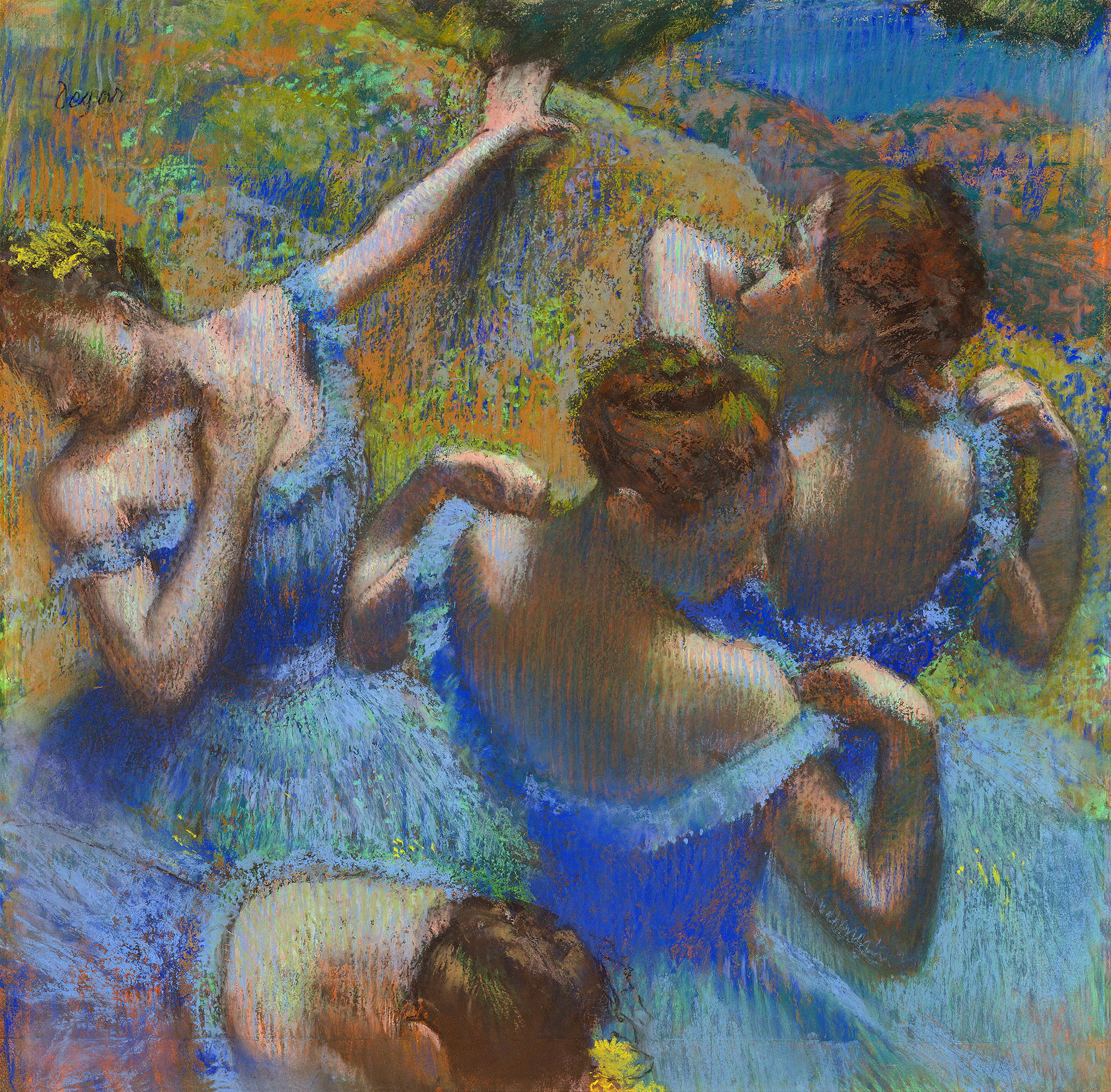
Edgar Degas Les Danseuses bleues  musée national d'Art occidental.

### Temps de crise
Au début de son existence, après la révolution russe, le musée national d'Art occidental a été fort apprécié et soutenu par le pouvoir et était associé à l'ascension révolutionnaire générale. L'expérience et l'innovation dans tous les domaines de la vie publique, y compris dans les arts, étaient salués par le nouveau pouvoir en place. Dans les années 1930, la nouvelle position du pouvoir soviétique a consisté en un changement radical de politique en matière d'arts et de musées. Elle est formulée en 1930, lors du premier congrès des musées de toute la Russie, et a affecté et mis en péril l'existence même du musée d'art occidental du fait des changements intervenus dans la conception même de celui-ci.
En 1932, dans les pages du magazine Sovietski Mouzeï, le directeur du musée Boris Ternovets a présenté un programme nouveau différent, correspondant à une nouvelle étape dans l'histoire soviétique : « Moscou… la citadelle de la révolution mondiale, la capitale du prolétariat mondial. Dans ses murs, il devrait y avoir un musée, où, en opposition à la construction puissante résultant des succès du pouvoir socialiste, on montrerait le déclin, la crise, la décomposition, les impasses désespérées de la société bourgeoise ». Toutefois cela n'a pas sauvé le musée de la liquidation.
En 1933, l'américain Steven Clarck a acheté Madame Cézanne dans l'orangerie de Cézanne et Café de nuit de Van Gogh à la collection Morozov, et également du Renoir et du Degas. L'accord a rapporté 260 000 dollars à l'URSS, et il a été conclu avant l'établissement de relations diplomatiques officielles avec les États-Unis pour éviter les poursuites des anciens propriétaires et de leurs héritiers.
En janvier 1936, dans la Pravda, est publié l'article Le chaos remplace la musique (en). Cet article était une critique du compositeur Dmitri Chostakovitch, considéré comme formaliste, vulgaire, dans son opéra populaire Lady Macbeth du district de Mtsensk. C'était le début de la lutte contre le formalisme en art. Dans les arts visuels, l'impressionnisme a été classé dans les tendances formalistes et l'existence du musée national d'Art moderne occidental a été remise en question. C'est la Seconde Guerre mondiale qui a retardé la liquidation du musée. Les tableaux exposés ont été évacués à Sverdlovsk (actuelle Iekaterinbourg), et quand, en 1944, les tableaux sont revenus, ils n'ont même pas été déballés.

Débuts de la collection d'Ivan Morozov
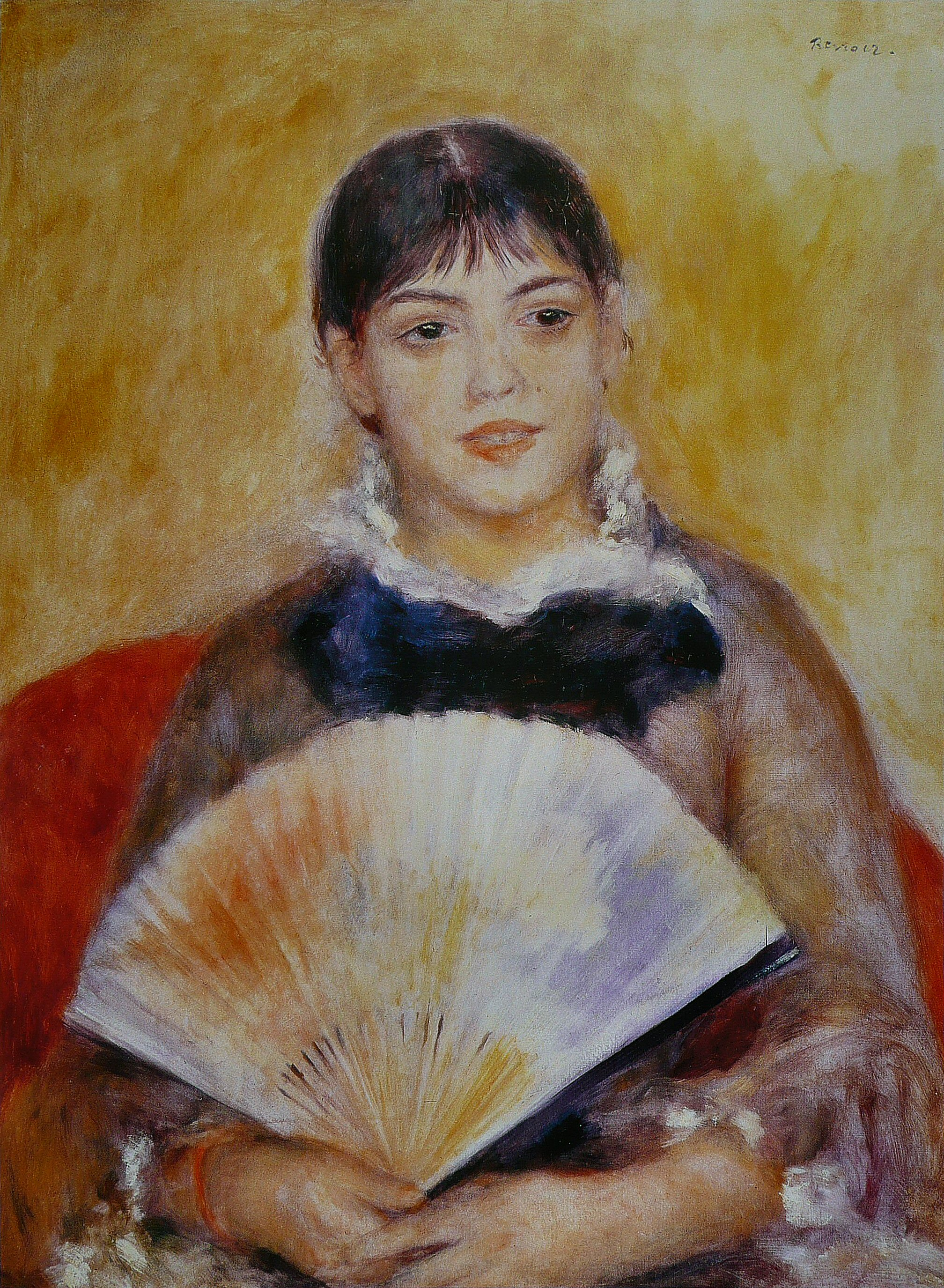
Auguste Renoir  La Femme à l'éventail  musée de l'Ermitage en provenance du musée national d'Art moderne occidental en 1930 .
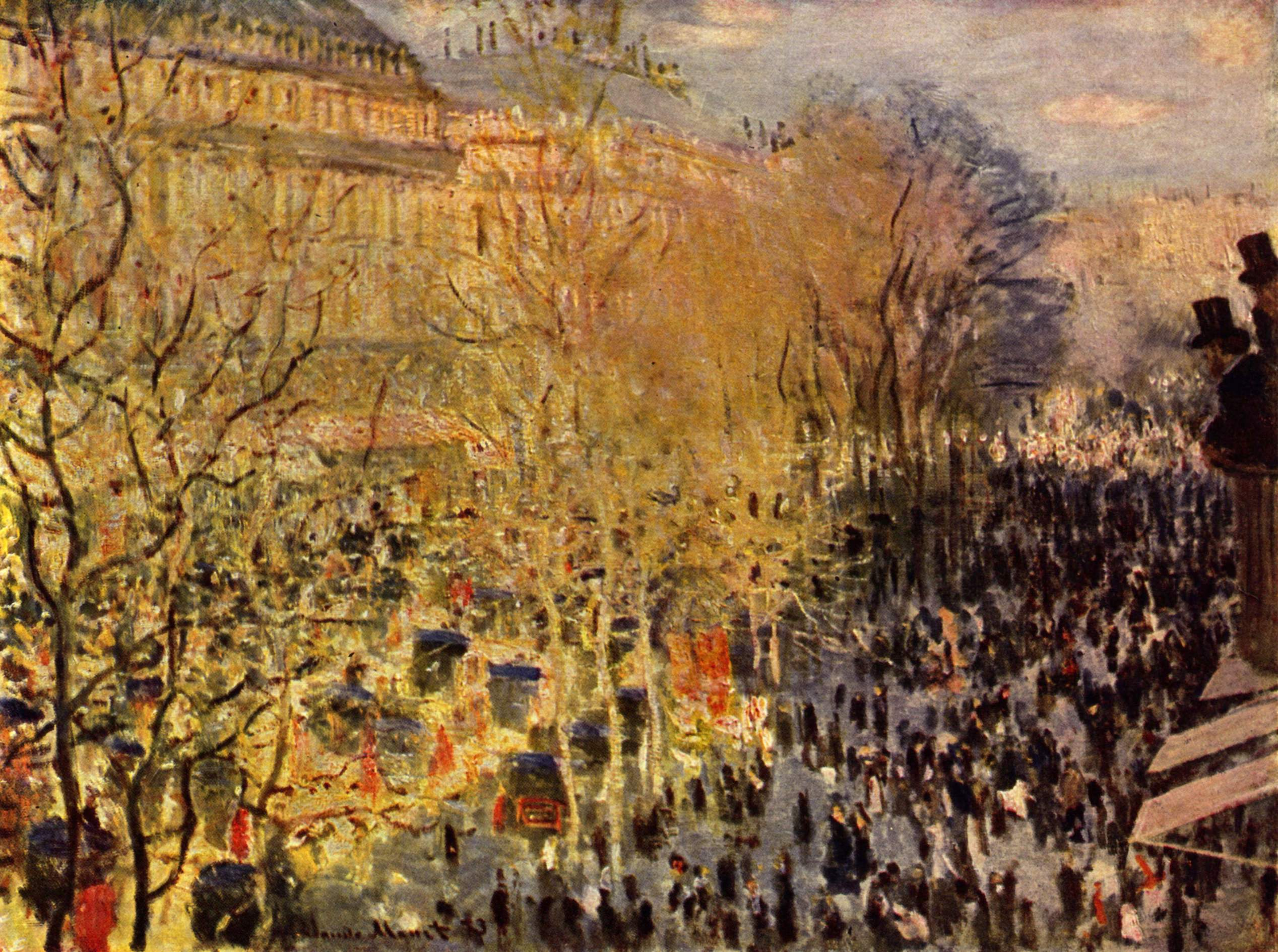
Claude MonetBoulevard des capucines à Paris musée des Beaux-Arts Pouchkine.
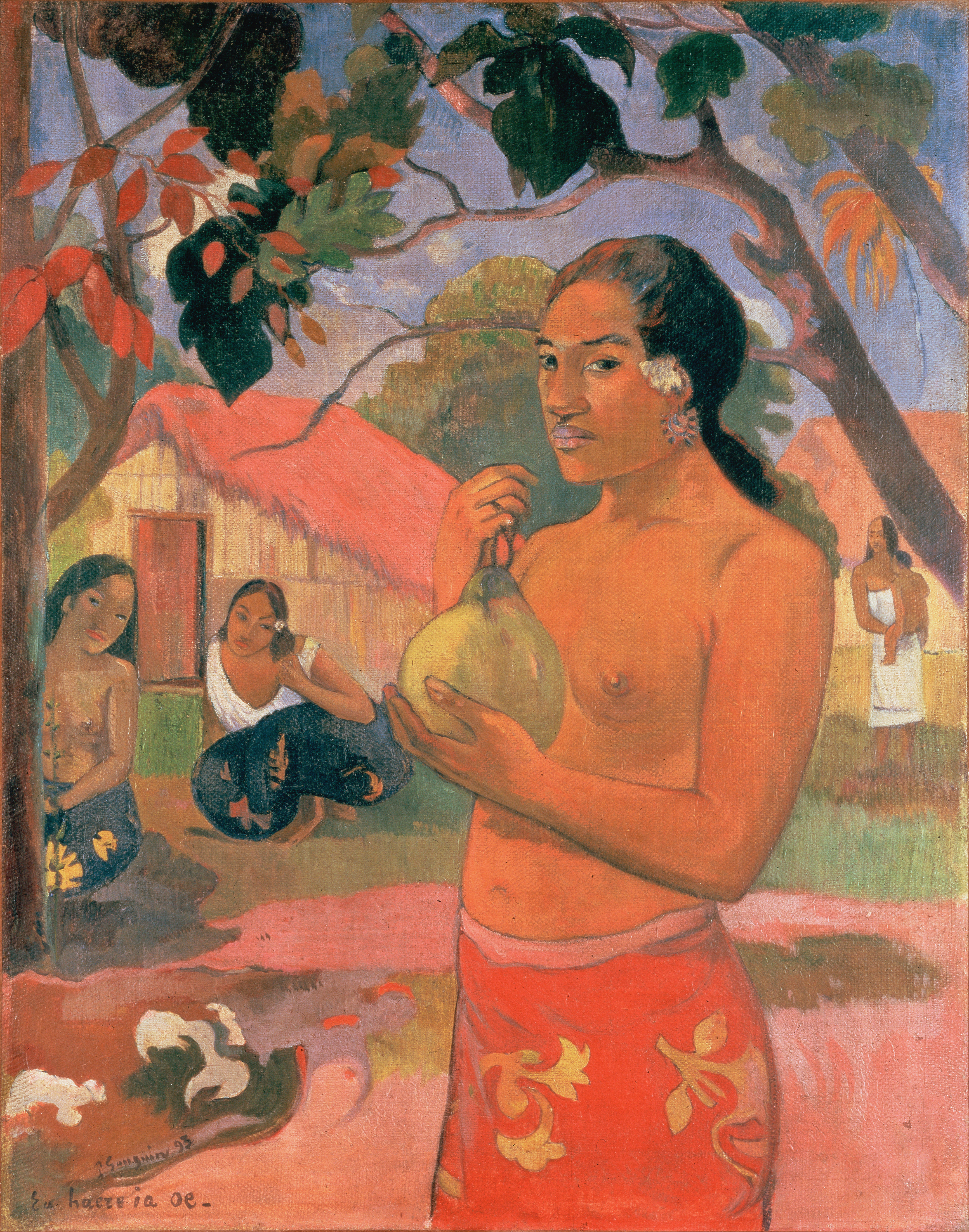
Paul Gauguin Eu haere ia oe (Où vas-tu ?) La Femme au fruit, Tahiti, 1893 musée de l'Ermitage.
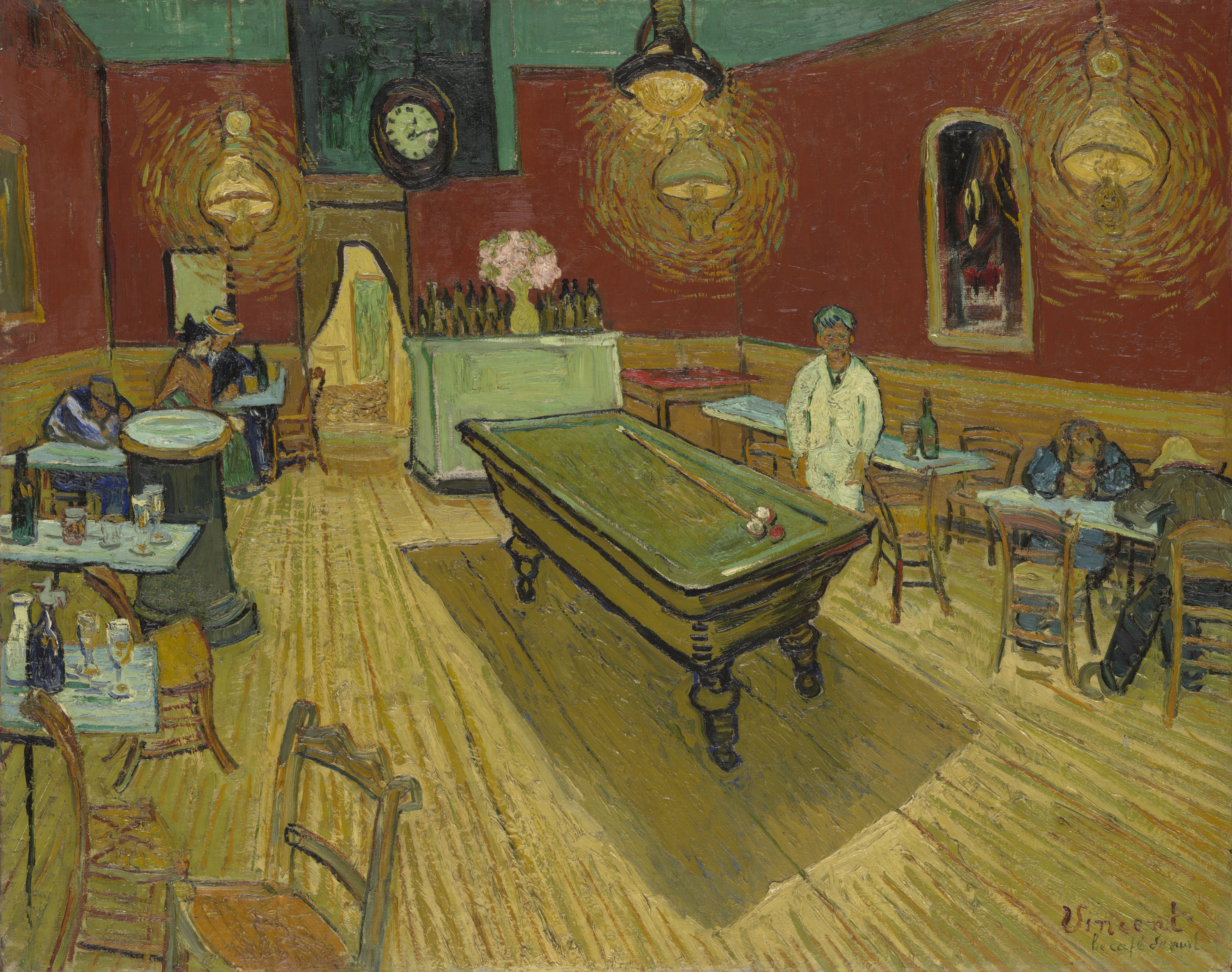
Vincent Van Gogh  Le Café de nuit Yale University Art Gallery.

### Liquidation
La campagne contre le « cosmopolitisme » et la « Servilité devant l'Occident » a mis un point final à l'histoire du musée : principal « foyer du formalisme en art », le musée du nouvel Art occidental s'est vu liquidé par une décision du Conseil des ministres de l'URSS du 6 mars 1948 signée personnellement par Joseph Staline. Les objets d'art du musée ont été répartis entre le musée des Beaux-Arts Pouchkine et le musée de l'Ermitage.
Natalia Semionova, historienne de l'art et biographe de Sergueï Chtchoukine, écrit : « En 1930-1931, le musée de l'Ermitage a reçu 79 tableaux comme première part du partage du musée du nouvel Art occidental. La deuxième part lui est revenue tout à fait par hasard : plus de soixante-dix tableaux du musée du nouvel Art occidental ont été proposés à la vente, mais aucun acheteur ne s'est manifesté. La troisième part, le musée de l'Ermitage l'a reçue du fait de l'indécision des conservateurs moscovites qui avaient peur de laisser des chefs-d'œuvre formalistes de Picasso et de Matisse accrochés aux murs du Kremlin ».

## L'idée de recréer le musée

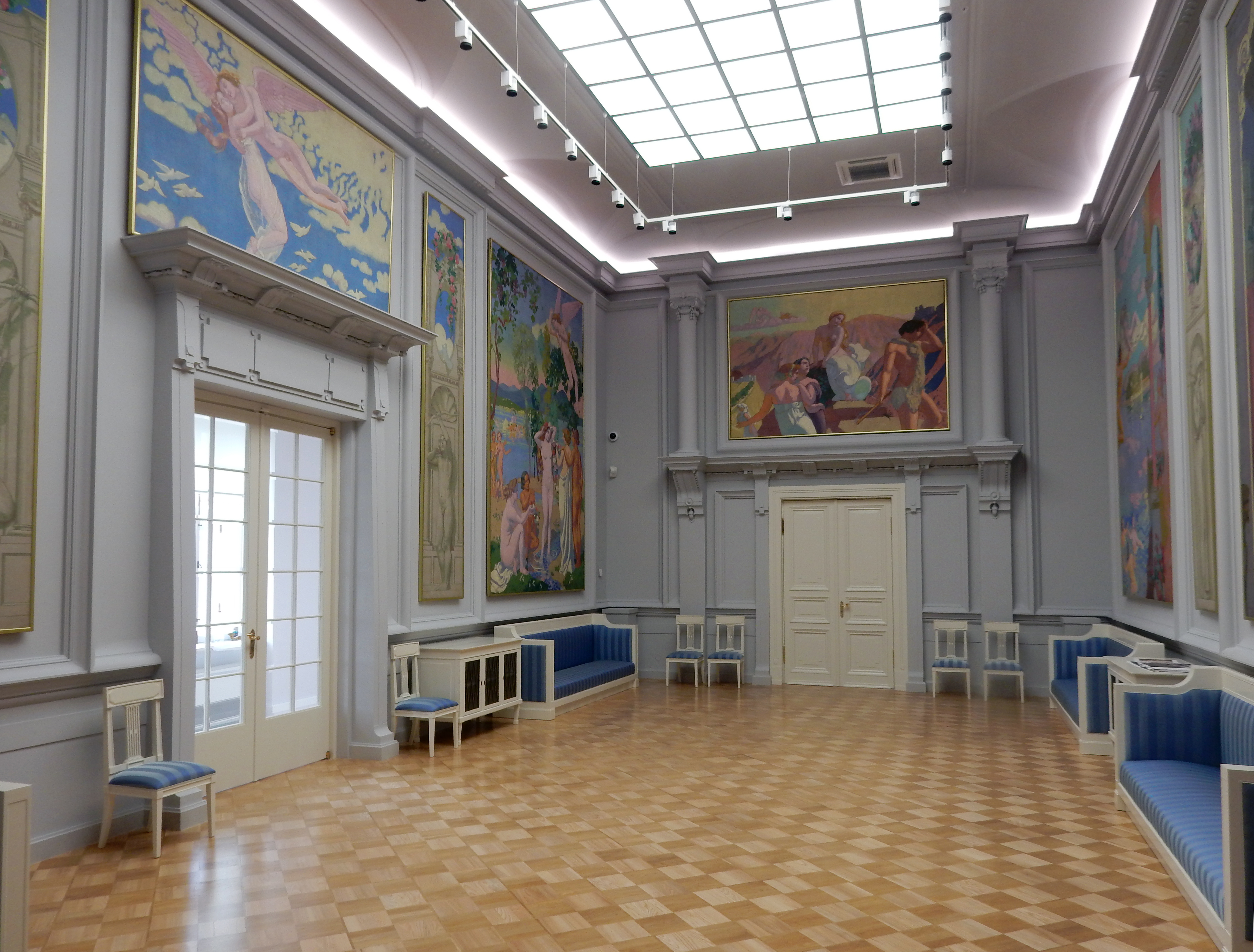
La recréation en 2019 du salon musical d'Ivan Morozov au musée de l'Ermitage dans l'ensemble du Palais de l'État-Major décoré des panneaux de lHistoire de Psyché de Maurice Denis.

L'ancienne directrice du musée des Beaux-Arts Pouchkine, Irina Antonova, présente le projet de recréer le musée national d'Art moderne occidental à Moscou et propose d'utiliser à cette fin le bâtiment de l'Institut de philosophie de l'Académie des sciences de Russie appartenant au musée des Beaux-Arts Pouchkine. La reconstitution du musée à Moscou supposait le retour dans la capitale d'une partie de la collection du musée liquidé qui avait été transférée au musée de l'Ermitage. Le directeur du musée de l'Ermitage, Mikhaïl Piotrovski, émet de vives critiques contre ce projet de Moscou. Les habitants de Saint-Pétersbourg ont soutenu Piotrovski contre le transfert d'une partie des collections du musée de l'Ermitage à Moscou. En avril 2013, Vladimir Poutine a transmis au gouvernement une proposition visant à examiner l'opportunité de recréer le musée national d'art moderne occidental à Moscou. Quelques mois plus tard, Irina Antonova céda son siège de directrice en raison de son âge à Marina Lochak, qui n'avait pas participé au lobbying destiné à faire retourner une partie des toiles de l'Ermitage à Moscou.

« Il ne s'agit pas d'un musée privé d'Irina Antonova ou de Mikhaïl Piotrovski. Il devrait s'agir d'une branche de deux musées nationaux : le musée de l'Ermitage et le musée des Beaux-Arts Pouchkine. Ceci permet non seulement de ne pas violer la loi sur l'indivisibilité des collections de musées, mais aussi de maintenir le contrôle sur les recettes provenant de toiles célèbres, car ce n'est pas un secret que ces chefs-d'œuvre permettent aux musées de faire des recettes non seulement en attirant les touristes, mais aussi en faisant se déplacer les tableaux dans des expositions à l'étranger. »

— Avvakoumov Youri.
En mai 2013, le ministère de la Culture de la fédération de Russie, Vladimir Medinski, a annoncé que la collection du musée de l'Ermitage ne serait pas transférée à Moscou mais qu'un musée virtuel allait être créé. En avril 2014, le ministre Medinski annonce l'ouverture du musée virtuel pour le mois de novembre de la même année. Mais officiellement il n'a commencé à fonctionner qu'en 2017.